# Citrice

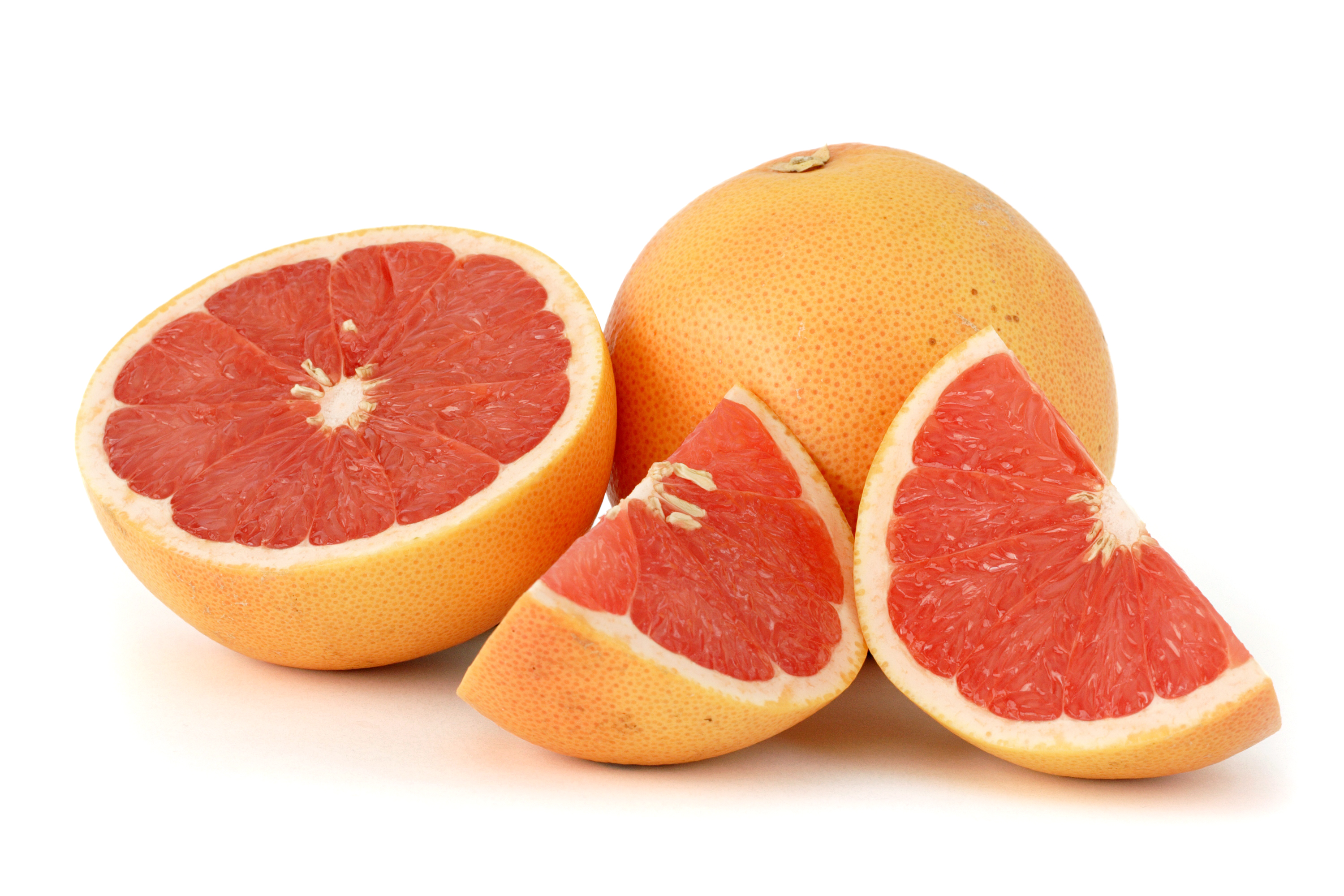
Grepfrut

Citricele reprezintă un termen comun pentru mai multe fructe și un gen de plante cu flori din famila Rutaceae. Se crede că acestea sunt originare din partea Asiei de Sud-Est care se învecinează cu nord-estul Indiei, Myanmar (Burma) și provincia Yunnan din China.